# Empoli
Empoli je mesto v italijanski deželi Toskana in leži približno 20 kilometrov jugo-zahodno od Firenc. V mestu živi 44.012 prebivalcev (2011 skoraj 50.000).
Empoli je v Italiji najbolj poznan po svojem nogometnem klubu Empoli F.C., ki trenutno nastopa v Serie A.